# Provincia de Misiones
Misiones, en el texto de la Constitución provincial: Provincia de Misiones, es una de las veintitrés provincias de la República Argentina, es uno de los veinticuatro estados autogobernados o jurisdicciones de primer orden que conforman el país, y uno de los veinticuatro distritos electorales legislativos nacionales. Su capital y ciudad más poblada es Posadas. Está ubicada en el noreste del país, en la región del Norte Grande Argentino, limitando al norte y este con los ríos Iguazú, San Antonio, Pepirí Guazú y Uruguay que la separan de Brasil, al sur con Corrientes, por medio de los arroyos Itaembé y Chimiray, y al oeste con el río Paraná que la separa de Paraguay.

## Geografía

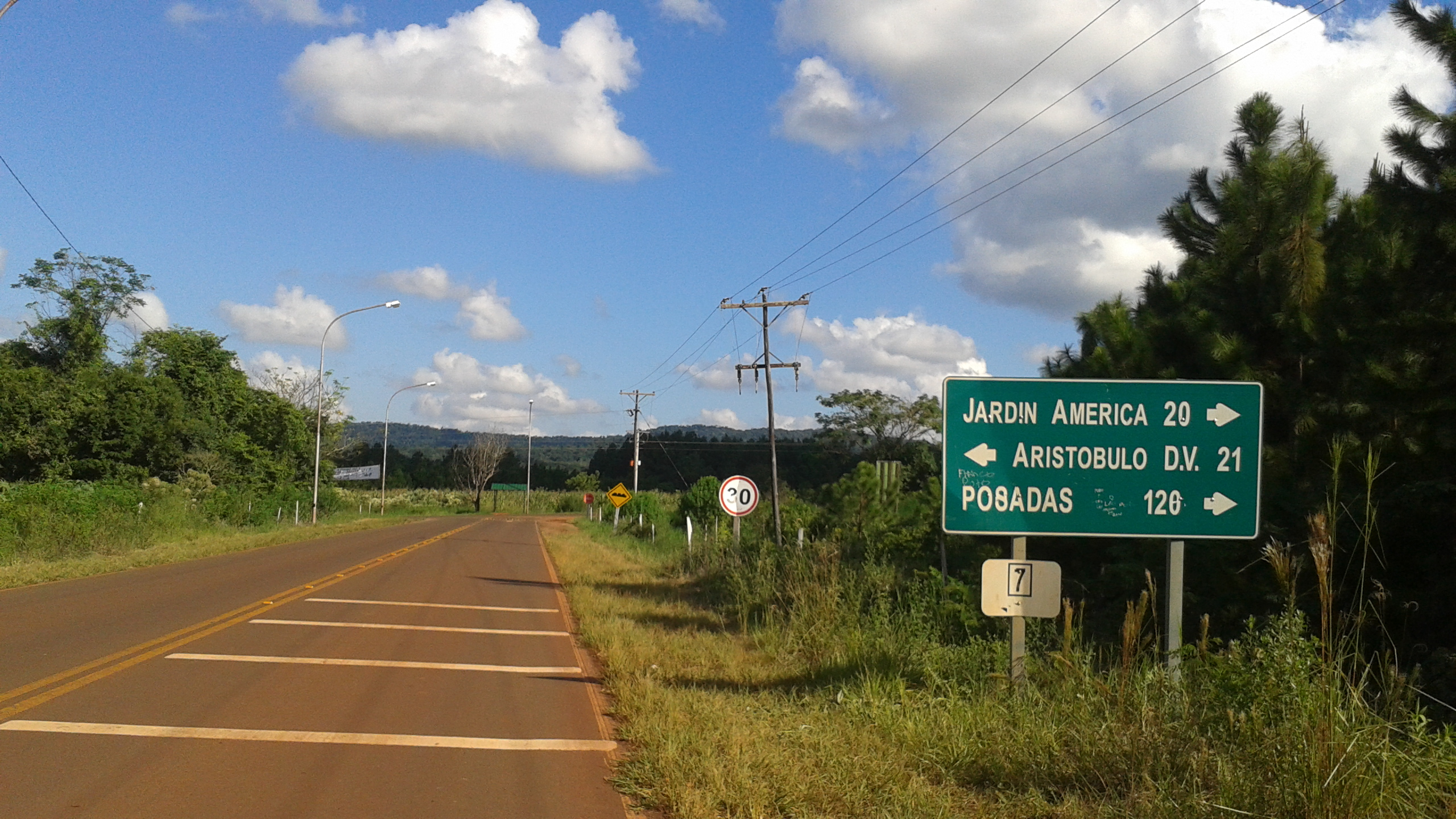
La Ruta Provincial 7 en pleno bosque hacia Jardín América.

Su territorio ocupa una superficie de 29 801 km², la que se compara con la de Bélgica. Es la tercera provincia más pequeña después de Tucumán y Tierra del Fuego: representa solo un 0.8 % del total del país.
Geológicamente integra el macizo de Brasilia a través de la meseta misionera. En Misiones existen diferentes tipos de suelos, siendo los más característicos los derivados del basalto, ya que cubren las dos terceras partes del territorio. Estos suelos son conocidos como "lateríticos" o "latosoles", y su coloración es rojiza o marrón-rojiza debido a la descomposición de los basaltos y metalíferos arcillosos; además poseen un alto contenido de óxido de hierro y aluminio. En algunos lugares el suelo es poco profundo y con rocas aflorantes, en otros pedregosos y con pendientes muy inclinadas.
Las formaciones que se encuentran en Misiones son llamadas mesetas aunque se trata de mesetas de erosión hídrica y eólica, con forma mamelonada. En esta provincia no han ocurrido plegamientos, sino fracturas del sustrato precámbrico, en el que se encuentra el macizo de Brasilia. Por el centro de la meseta se eleva la sierra de Misiones o Central, que es divisoria de aguas entre los ríos Paraná y Uruguay llegando a su mayor altura, 843 m s. n. m., cerca de Bernardo de Irigoyen, en el cerro Rincón. Al sur se halla la sierra del Imán o Itacuara y al norte la sierra de la Victoria, que hacer de divisoria de aguas entre los ríos Paraná e Iguazú. Este último, al cortar las sierras forma las cataratas del Iguazú.

### Recursos hídricos
La provincia se encuentra rodeada por cinco ríos, de los cuales tres son de gran importancia: el Paraná, el Uruguay y el Iguazú, natural desagüe de grandes regiones con lluvias abundantes. Los otros dos son el San Antonio y el Pepirí Guazú. En ellos desembocan no menos de ochocientos cursos permanentes de agua, de los cuales doscientos setenta fluyen hacia el Paraná y el arroyo Itaembé, ciento veinte hacia los ríos Iguazú y San Antonio, y los restantes hacia los ríos Uruguay y Pepirí Guazú.

#### Principales cursos fluviales
Cuenca del Paraná
- Garupá
- Yabebyrý (Iabebirí).
- Cuñapirú
- Piraý  Guazú.
- Piraý (Pira-í) Miní.
- Urugua-í
- Iguazú (en el que desagua el río San Antonio).

Cuenca del Uruguay
- Pepirí Guazú
- Yabotí

Se ha planteado la posibilidad de construir una central hidroeléctrica sobre el río Paraná, en las cercanías Corpus o de Garupá; esta posibilidad ha sido bloqueada por la realización de un plebiscito provincial, por el cual el 88 % de los votantes se manifestaron en contra del proyecto.

#### Las cataratas del Iguazú

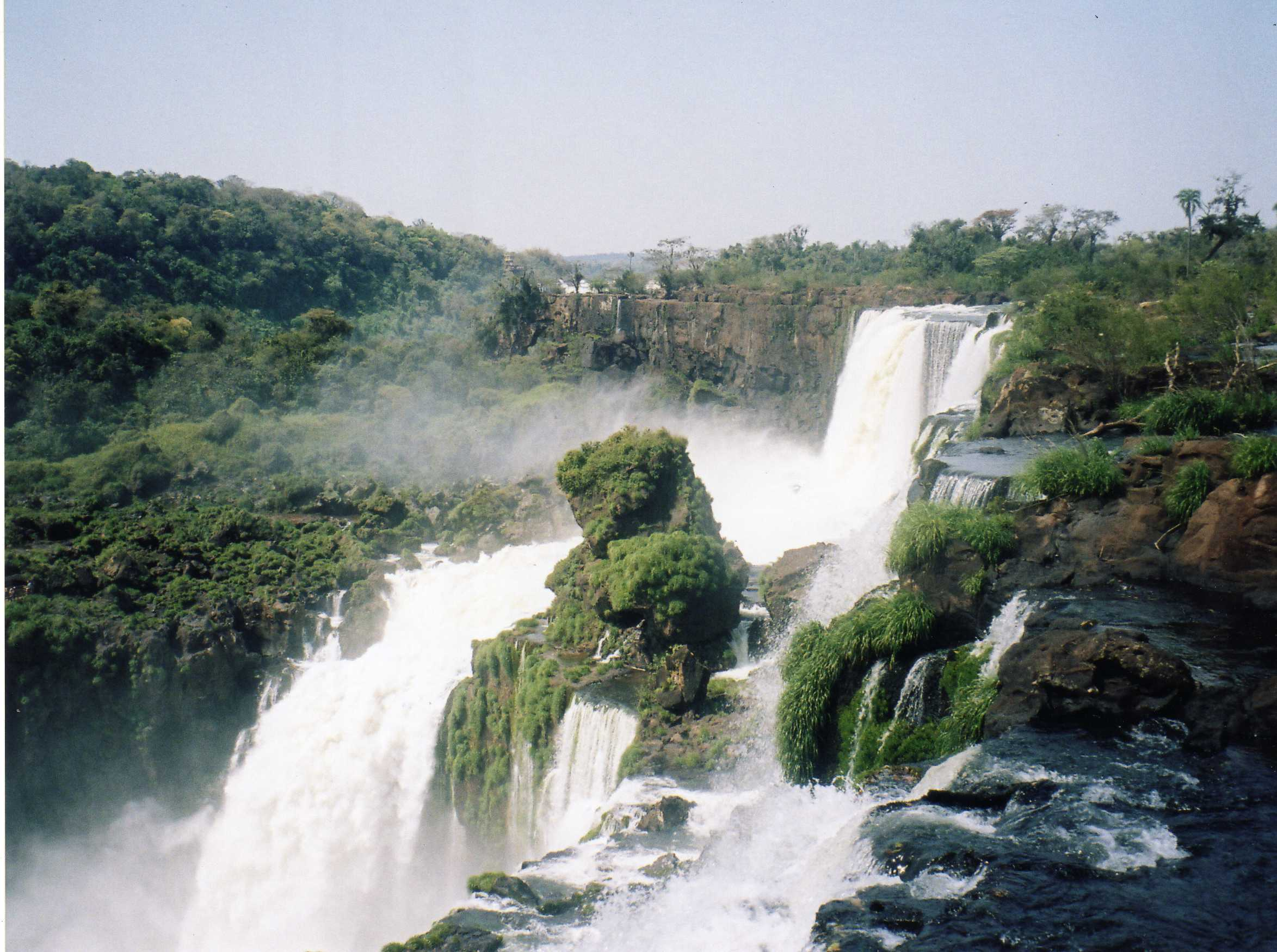
Vista parcial de un pequeño sector de las Cataratas del Iguazú.

Las cataratas del Iguazú, localizadas en la frontera entre el estado de Paraná (Brasil) y la provincia de Misiones (Argentina), integran el territorio del parque nacional Iguazú. Están formadas por 275 saltos de hasta 82 metros de altura, alimentados por el caudal del río Iguazú. El día 11 de noviembre de 2011, fueron declaradas una de las siete maravillas naturales del mundo a través de una votación en una página web propietaria de la marca New7Wonder, involucrando la participación de más de 100 millones de personas de todo el mundo.
Las islas más conocidas son San Martín e isla Grande: se encuentran río arriba, dividiéndolo en dos brazos que se reúnen poco después, cayendo a través de rudas formaciones de basalto y de lava hasta chocar en la Garganta del Diablo, donde el río prosigue hasta desembocar en el río Paraná, que junto con el río Paraguay y el Uruguay, contribuyen a la formación de la cuenca del Plata.

### Clima

Tipos climáticos de Misiones según la clasificación climática de Köppen

El clima de Misiones es subtropical húmedo sin estación seca, por lo cual es la provincia más húmeda del país. Las localidades de baja altitud del sector sur y de los valles del Paraná y el Uruguay poseen clima semitropical húmedo, en tanto a mayor altitud se presenta el clima tropical marítimo, un tipo climático similar al clima subtropical húmedo. Los vientos predominantes son del noreste, sudeste y este. El bioma que presenta es selva misionera y bosque en galería. Parte de la selva ha sido transformada por el hombre para cultivos o ganadería. El bioma original se encuentra protegido en el parque nacional Iguazú y otros parques y reservas provinciales. La temperatura media anual es de 24 °C.

### Selva misionera
La selva misionera es una formación vegetal neotropical del bosque atlánticoubicada en la provincia de Misiones, y una pequeña porción en el extremo nordeste de la provincia de Corrientes (ambas en el nordeste de la Argentina). Es la prolongación en territorio argentino de la selva paranaense, que hasta mediados del siglo XX abarcaba gran parte de lo que hoy son los estados brasileños de Paraná, Santa Catarina, el extremo norte de Río Grande del Sur y el este del Paraguay. La selva misionera se encuentra en el corredor verde de Misiones.
Es una de las regiones más biodiversas de la Argentina, con alrededor de 3.000 especies de plantas vasculares y 500 especies de aves. Es el hábitat del yaguareté y el lugar donde se concentra la mayor cantidad de ejemplares de esta especie en la Argentina.
La selva misionera es una selva subtropical con veranos muy calurosos e inviernos relativamente frescos. Es una formación vegetal beneficiada por suelos muy ricos en materia orgánica, mucho sol y clima cálido y perhúmedo (más de 3000 mm de precipitaciones al año). Posee una foresta densa y exuberante. En las latitudes tropicales, la selva misionera mantiene gran parte de las características de una pluvisilva tropical con zonas semejantes a la laurisilva y abundantes latifoliadas.
Se la considera un sumidero de carbono, concentrando 920.995 Gigagramos (Gg) de CO2.
La selva misionera ocupa actualmente un 35% del territorio de la provincia de Misiones. Hasta mediados del siglo XIX la selva cubría la totalidad de la actual provincia. Hacia 1950 la superficie forestal autóctona en Misiones cubría 2.700.000 ha. En la década de los 90 la selva se había reducido en un 44%.
Las causas de la deforestación son la instalación de actividades agrícolas, como las plantaciones de té, tabaco y yerba mate, y las actividades de la industria maderera. La deforestación tuvo varios momentos diferentes, desde las misiones jesuíticas que buscaron instalar prácticas agrícolas y fomentaron el cultivo de la yerba mate, hasta los ideales de civilización y progreso de finales del siglo XIX que veían a la selva como un lugar inhóspito que debía ser conquistado rápidamente para su explotación económica.

## Ecología
La provincia de Misiones posee la Ley de Áreas Naturales n.º 2932/94, sumado a un supuesto control ambiental derivado de la Ley de Bosques n.º 854 y de la Ley de Bosques Protegidos n.º 3426.
Misiones es la única provincia argentina con un organismo de incumbencia ambiental y forestal de rango ministerial. Ello se da, por un lado como autoridad de aplicación de la Ley de Áreas Naturales Protegidas 2932/94 y un esquema de control forestal, en el marco de la Ley de Bosques 854, y la Ley de Bosques Protegidos 3426.

El sistema de Áreas Naturales Protegidas, con una superficie aproximada a las 778 662 ha, comprende un arco de parques provinciales, reservas naturales estatales y privadas (Reserva Privada Yaguaroundí y Reserva Privada Yacutinga) y la reserva de Biosfera Yabotí, reconocida como tal por la UNESCO.
Las dos áreas del Ministerio, Ecología y Bosques, tienen la Unidad Especial de Gestión Corredor Verde, cuya ley de creación 3631, fuera sancionada en 1999, con la que se aspira a asegurar la conectividad de la masa boscosa, en 1 110 000 ha, tanto de tierras privadas como de parques provinciales. El Corredor Verde junto a la conservación de parques y reservas provinciales, altas cuencas generadoras de agua limpia, bosques protectores apunta al desarrollo sustentable, al servicio del irrenunciable mejoramiento de la calidad de vida del hombre, con una explotación racional de la masa boscosa.
El Ministerio de Ecología y Recursos Naturales Renovables tiene como misión especial: proteger el ambiente y las especies naturales, preservando su carácter de bancos genéticos, de reguladores ambientales y de fuentes de materias primas a perpetuidad, mejorando, cuando corresponda su productividad; proteger ecosistemas y hábitats terrestres y acuáticos, que alberguen especies migratorias, endémicas, raras, amenazadas y de uso comercial; proteger los ecosistemas que contengan cursos de agua, garantizando su subsistencia a perpetuidad; garantizar la diversidad biológica, genética y los procesos ecológicos y evolutivos naturales; minimizar la erosión de los suelos; conservar el patrimonio natural, cultural, arqueológico y paleontológico.

### Flora

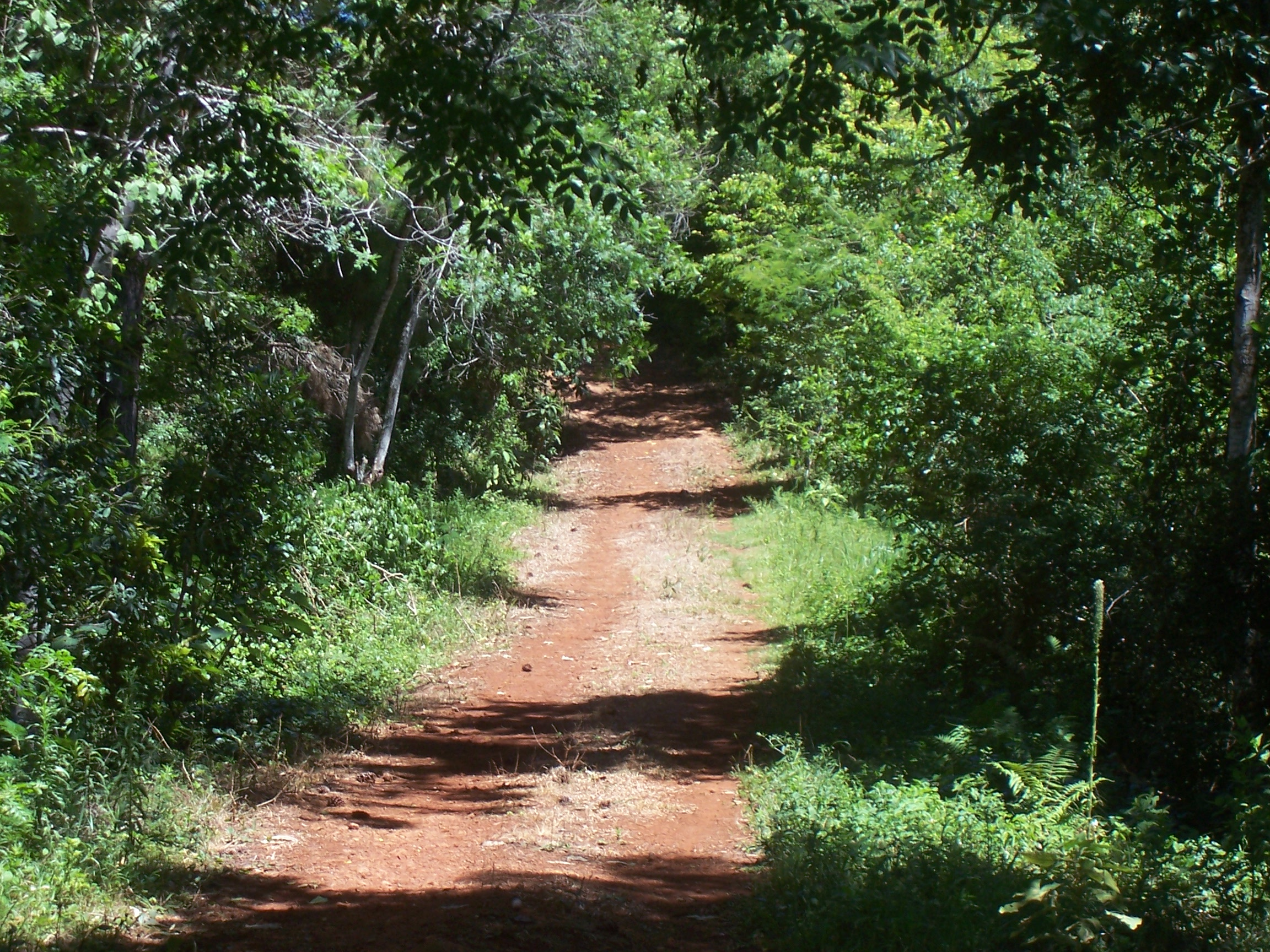
La selva misionera aún ocupa un 35 % el territorio de la provincia.

Originalmente, la selva misionera abarcaba 2 900 000 hectáreas, lo que representaba la totalidad del territorio misionero. Con las construcciones de las rutas nacionales 12, la 14 y otras rutas provinciales se facilitó el acceso humano a casi todos los rincones de la provincia. La extracción de materia prima y el aumento poblacional junto con la expansión de las tierras usadas para el cultivo provocaron una grave disminución de la selva nativa. Actualmente, quedan unas 945 000 hectáreas, lo que representa un 35 % del territorio de Misiones. Con el fin de evitar una reducción mayor en esta área selvática, algunas organizaciones actualmente apoyan la creación de leyes forestales más rigurosas.

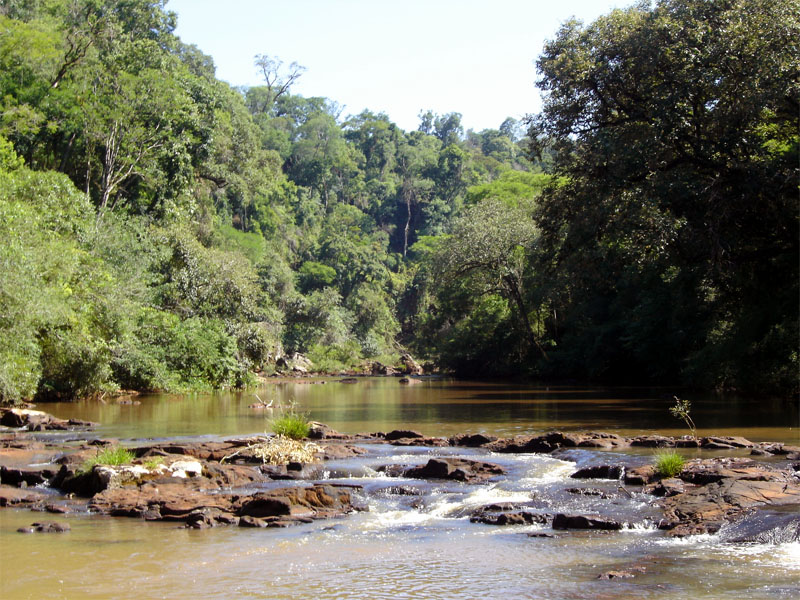
La selva misionera en las cercanías del salto Tabaý.

Entre las especies más importantes se hallan:
- el anchico (Parapiptadenia rígida),
- la cancharana (Cabralea cangerana),
- el cedro maco (Cabralea oblongifoliola),
- el cedro misionero (Cedrela fissilis Vellozo),
- el guatambú (Balfourodendron riedelianum),
- el incienso (Myrocarpus frondosus),
- el lapacho (Tabebuia),
- el laurel blanco (Nectandra lanceolata),
- el laurel negro (Nectandra megapotámica),
- la maría preta (Diatenopteryx sorbifolia),
- la mora blanca (Alchornea iricurana),
- la palmera (Euterpe edulis),
- el palo rosa (Aspidosperma polyneuron),
- el peteribí (Cordia trichotoma),
- el pino Paraná o curý (Araucaria angustifolia),
- el rabo-itá (Lonchocarpus leucanthus),
- el timbó (Enterolobium contortisiliquum),
- el urunday (Astronium balansae) y
- el ibira-pitá (Peltophorum dubium).

La selva tropical ocupa un 35 % del territorio de la provincia, y las causas más graves de su desaparición son la deforestación indiscriminada y la quema para llevar a cabo prácticas agrícolas. Se destaca por altos registros pluviométricos (lluvias) que son resultado de los vientos húmedos provenientes del océano Atlántico. La humedad media relativa varía del 75 al 100 % con importantes rocíos nocturnos.
Las temperaturas oscilan entre los 19 °C (promedio para la estación invernal especialmente en junio y julio) y 29 °C (promedio para los meses veraniegos de enero, febrero y marzo), alcanzando temperaturas de 44 °C durante el día, en verano.

### Fauna

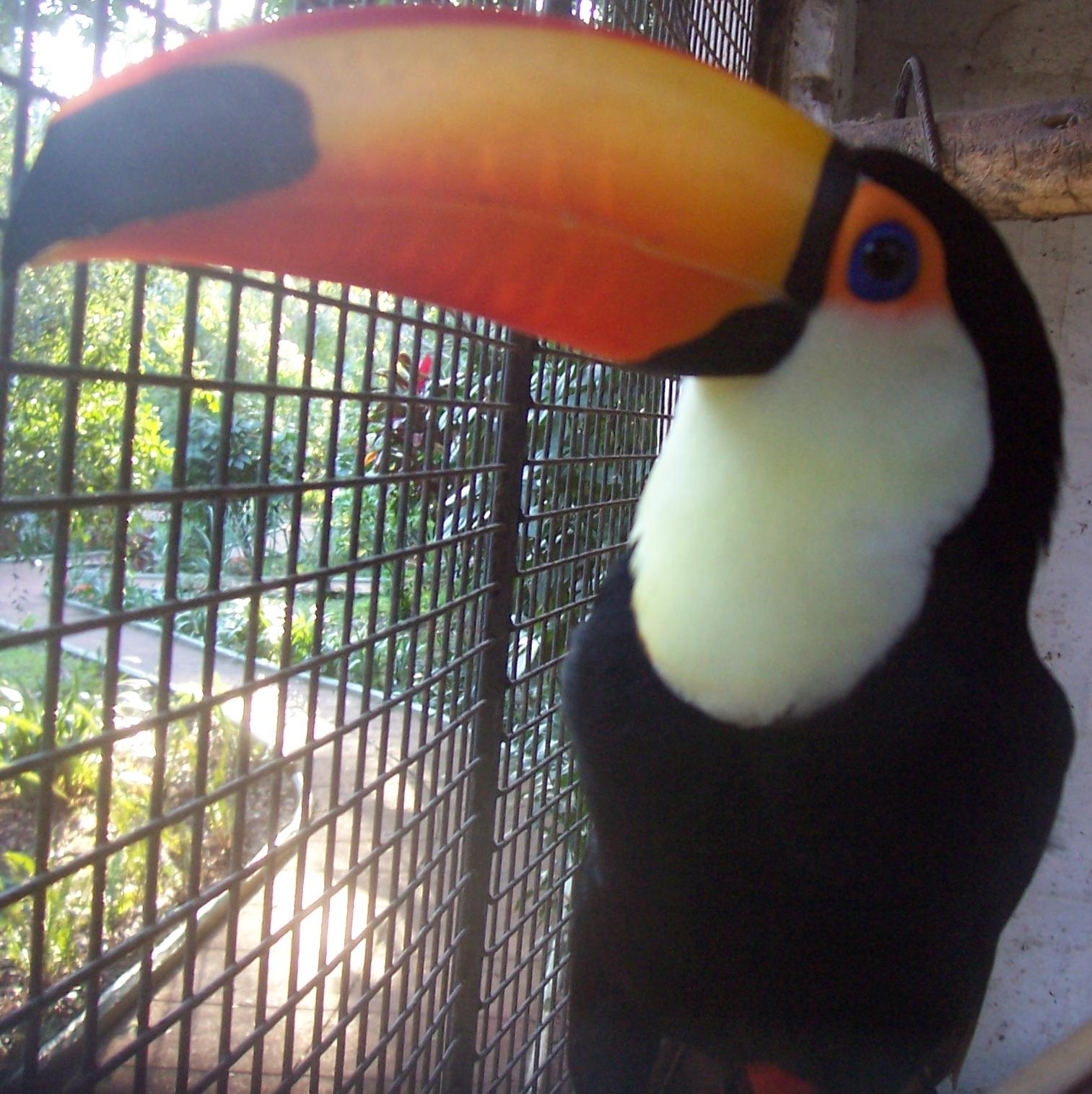
Tucán en cautiverio.

La fauna de la provincia es muy rica en variedad, aunque la continua desaparición de la Selva misionera ha puesto en peligro de extinción a gran cantidad de especies, las más llamativas son:
- el aguará guazú,
- el águila calzada barreada,
- el águila monera,
- el águila viuda,
- la comadreja de agua,
- el guacamayo rojo,
- la harpía,
- el hocó oscuro,
- el loro vinoso,
- el loro chorao,
- el macuco,
- el maracaná cara afeitada,
- el mono carayá rojo,
- la nutria gigante,
- el ocelote,
- el oso hormiguero,
- el pato serrucho,
- el tapir,
- el tatú carreta,
- el venado de las Pampas,
- el yacaré overo,
- la yacutinga,
- el yaguareté y
- el zorro pitoco.

## Demografía

### División territorial

División política de la provincia de Misiones.

La provincia se encuentra dividida en 78 municipios agrupados en 17 departamentos. Ninguna parte del territorio provincial queda fuera de los municipios (sistema de ejidos colindantes).
Misiones reconoce la autonomía municipal. Para ver una lista alfabética y detallada de los municipios consulte Anexo:Municipios de Misiones, para información sobre la organización municipal de la provincia, véase Organización municipal de Misiones. La siguiente es la lista de departamentos con los municipios en que cada uno se divide.
| Departamento                  | Cabecera                | Otros Municipios                                                                                                 |
| ----------------------------- | ----------------------- | --- |
| Apóstoles                     | Apóstoles               | Azara - San José - Tres Capones                                                                                  |
| Cainguás                      | Campo Grande            | Aristóbulo del Valle - Salto Encantado- Dos de Mayo                                                              |
| Candelaria                    | Santa Ana               | Bonpland - Loreto - Cerro Corá - Mártires - Profundidad - Candelaria                                             |
| Capital                       | Posadas                 | Garupá - Fachinal                                                                                                |
| Concepción                    | Concepción de la Sierra | Santa María |
| Eldorado                      | Eldorado                | Colonia Delicia - 9 de Julio - Santiago de Liniers- Colonia Victoria                                             |
| General Manuel Belgrano       | Bernardo de Irigoyen    | Comandante Andresito - San Antonio                                                                               |
| Guaraní                       | El Soberbio             | San Vicente - Fracrán                                                                                            |
| Iguazú                        | Puerto Esperanza        | Puerto Iguazú - Colonia Wanda - Puerto Libertad                                                                  |
| Leandro N. Alem               | Leandro N. Alem         | Cerro Azul - Dos Arroyos - Gobernador López - Arroyo del Medio - Olegario Víctor Andrade - Caá Yarí - Almafuerte |
| Libertador General San Martín | Puerto Rico             | Garuhapé - Capioví - El Alcázar - Puerto Leoni - Ruiz de Montoya                                                 |
| Montecarlo                    | Montecarlo              | Puerto Piray - Caraguatay                                                                                        |
| Oberá                         | Oberá                   | Campo Ramón - Campo Viera - Guaraní - Los Helechos - Colonia Alberdi - Panambí - San Martín - General Alvear     |
| San Ignacio                   | San Ignacio             | Jardín América - Santo Pipó - Corpus - Hipólito Yrigoyen - General Urquiza - Colonia Polana - Gobernador Roca    |
| San Javier                    | San Javier              | Itacaruaré - Mojón Grande - Florentino Ameghino                                                                  |
| San Pedro                     | San Pedro               | Pozo Azul |
| 25 de Mayo                    | Alba Posse              | Colonia Aurora - 25 de Mayo                                                                                      |

La constitución de la provincia fue aprobada el 21 de abril de 1958.

### Inmigración

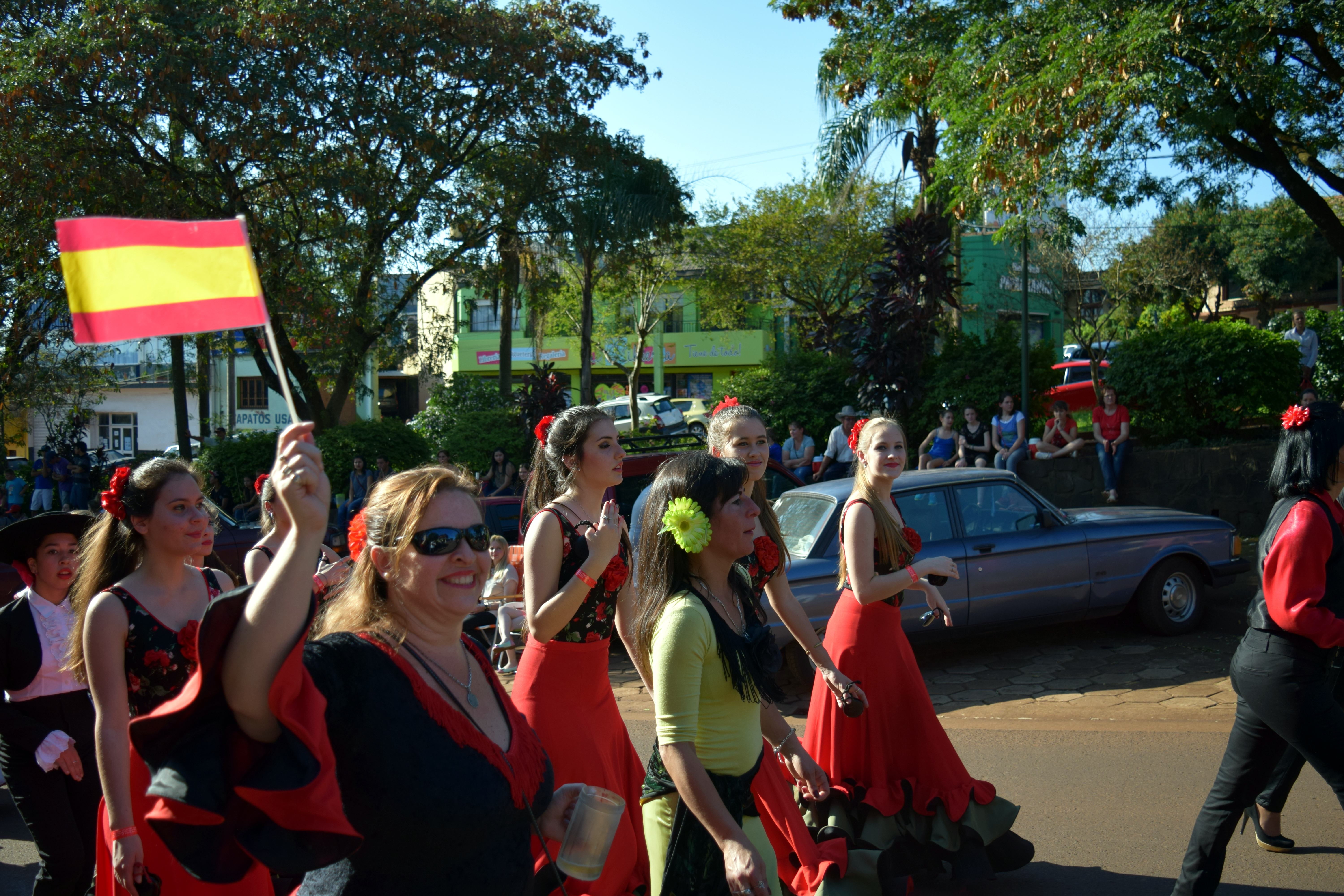
Argentinos de ascendencia española durante la Fiesta Nacional del Inmigrante de 2014 en Oberá.

Poblada en sus comienzos por indígenas (principalmente avá y mbyá), descendientes de españoles y algunos descendientes de africanos subsaharianos (que escapaban de la esclavitud en Brasil) con distintos grados de mestizaje entre sí, durante el siglo XIX el gobierno argentino fomentó la llegada de inmigrantes del centro y este europeos para poblar el territorio que actualmente conforma la provincia de Misiones: en el norte se asentaron alemanes; en el centro, escandinavos y rusos; y en el sur, ucranianos, rusinos y polacos. Además, desde el siglo XX han llegado continuamente una gran cantidad de paraguayos y brasileños (grupo inmigrante más numeroso de todos). Esto generó una gran conjugación de culturas, la cual tiene marcada influencia sobre las costumbres, credos y gastronomía del lugar, pasando a ser una provincia de cultura eminentemente mestiza (con gran impronta hispánica y avá) a la cual se le añadió un significativo aporte germano y eslavo.

### Principales ciudades
Cabe aclarar que solo se tiene en cuenta la población del área urbana de cada municipio sobre la base de datos del censo de 2010.
- Posadas (275.028 hab.).
- Oberá (63.310 hab.).
- Eldorado (60.521 hab.).
- Garupá (44.441 hab.).
- Puerto Iguazú (41.062 hab.).
- Apóstoles (26.710 hab.).
- Leandro N. Alem (23.339 hab.).
- Jardín América (22.762 hab.).
- San Vicente (21.068 hab.).
- Montecarlo (18.827 hab.).
- Puerto Rico (15.995 hab.).
- Aristóbulo del Valle (15.918 hab.).
- Puerto Esperanza (15.204 hab.).
- Wanda (13.901 hab.).
- Candelaria (13.777 hab.).

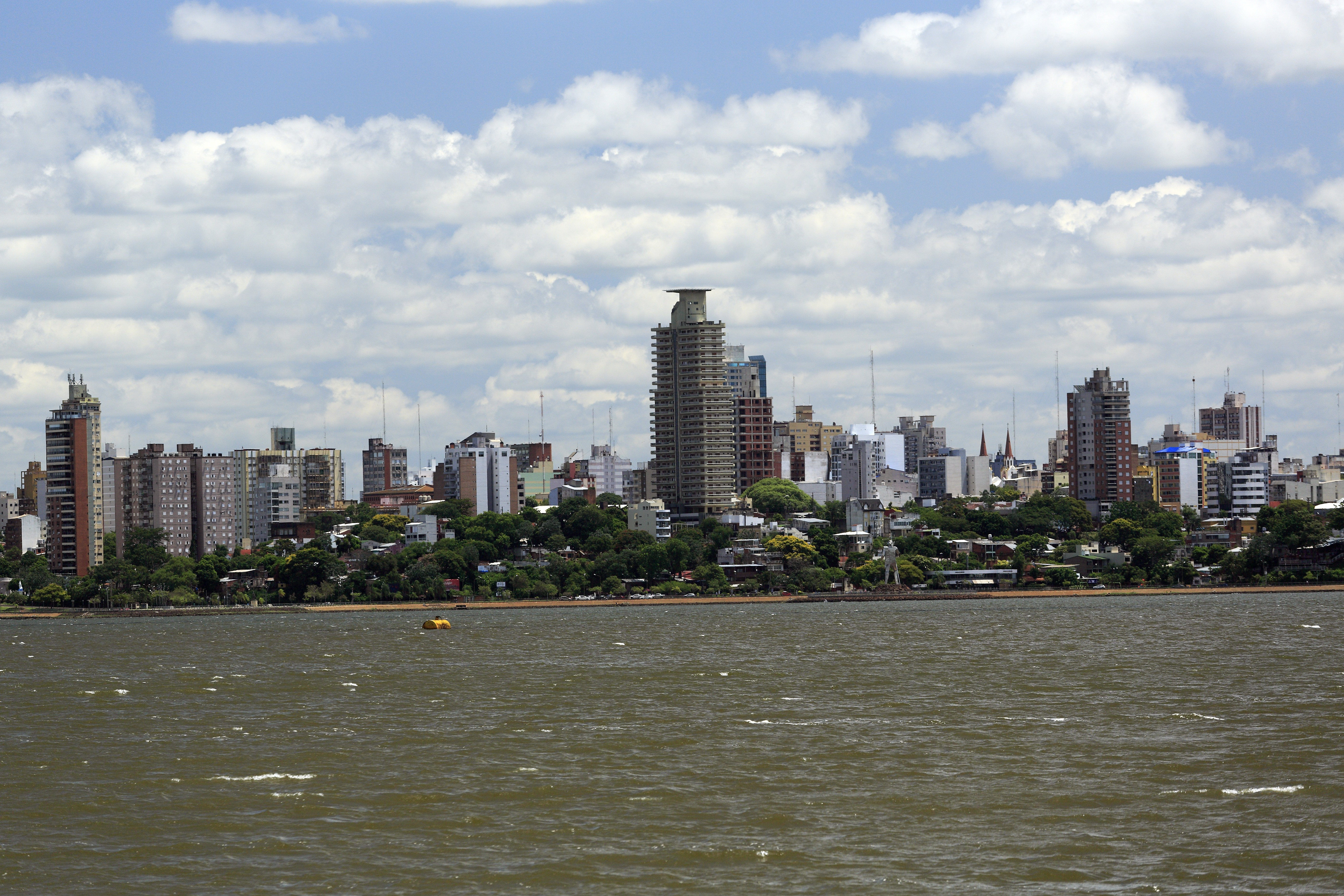
Posadas, capital y ciudad más poblada
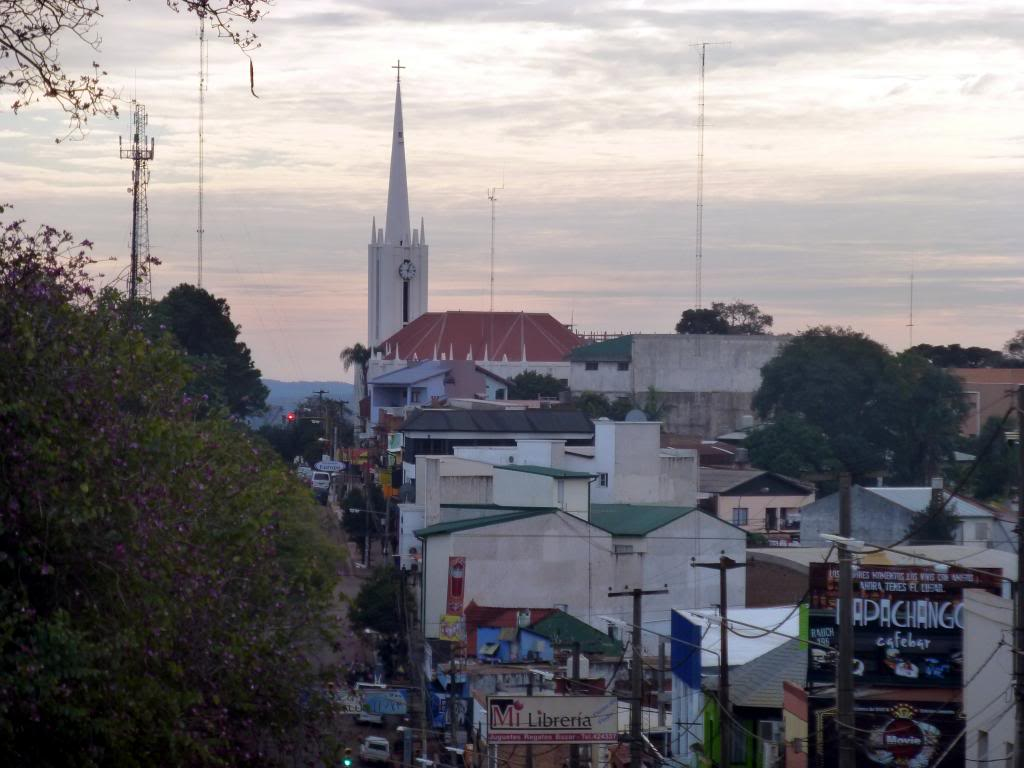
Oberá, segunda ciudad más importante de Misiones
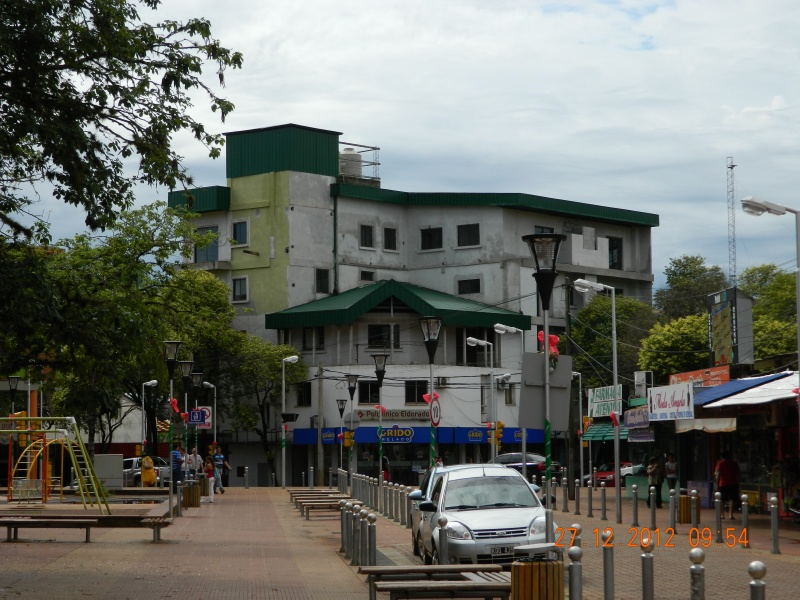
Ciudad de Eldorado
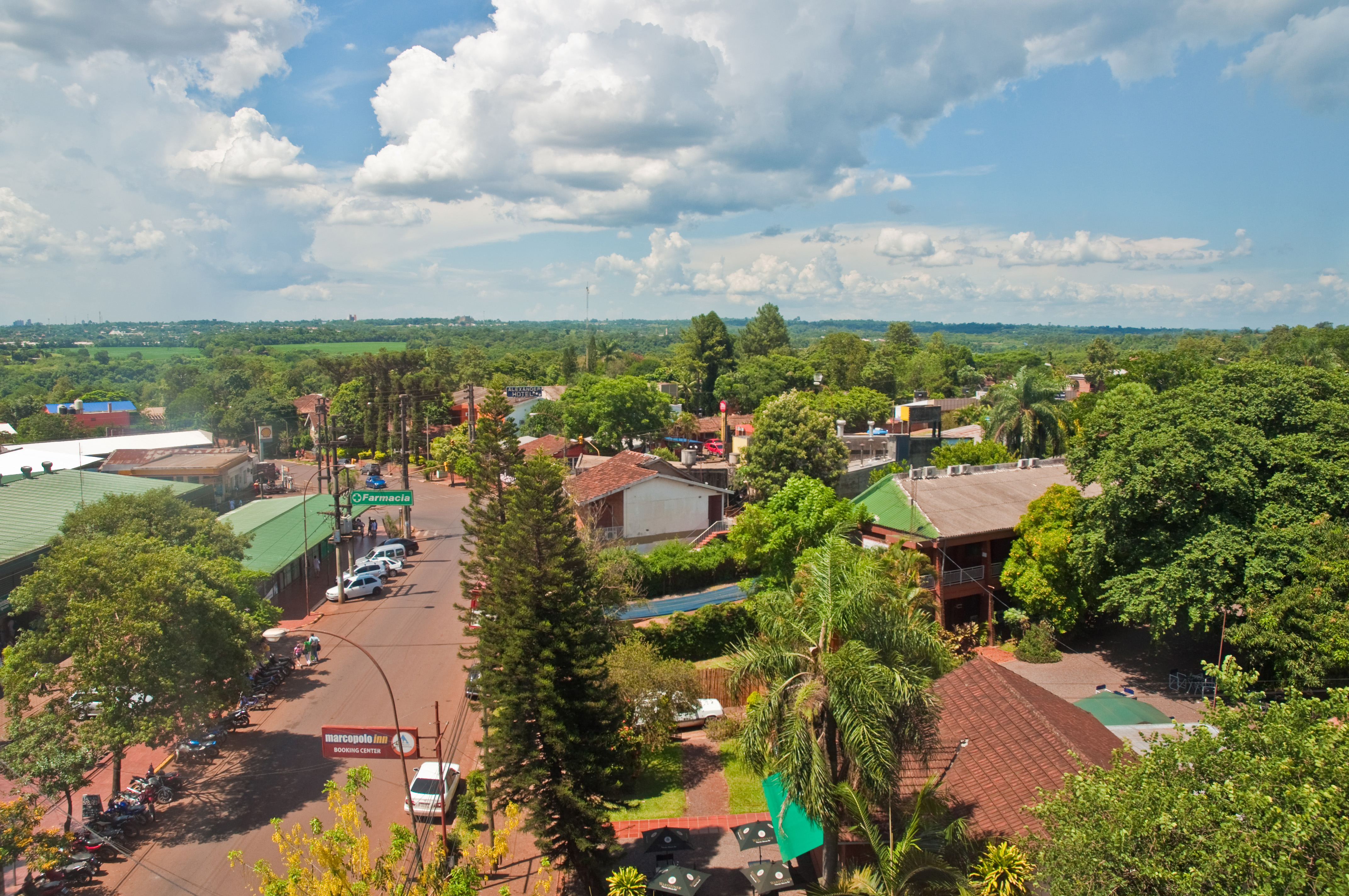
Puerto Iguazú
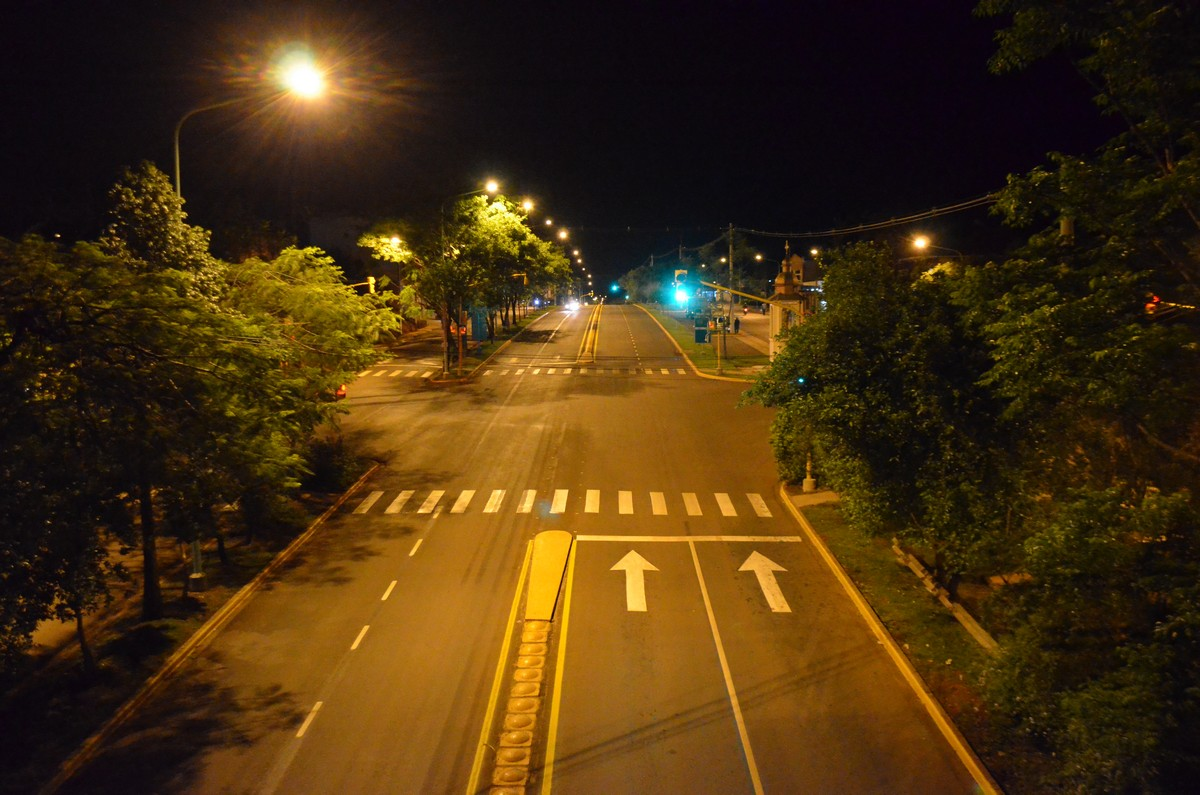
Leandro N. Alem

## Población
- Censo 1991: 788 915 habitantes (Indec, 1991) población urbana: 493 417 habitantes (Indec, 1991) población rural: 295 498 habitantes (Indec, 1991).
- Censo 2001: 963 869 habitantes (Indec, 2001) población urbana: 672 951 habitantes (Indec, 2001), población rural: 290 918 habitantes (Indec, 2001).

Pirámide de población de Misiones, según el Censo de 2022.

Argentinos en un shopping de Puerto Iguazú, Misiones.

- Censo nacional 2010: 1.101.593 habitantes población urbana: 812 554 habitantes (Indec, 2010), población rural: 289 039 habitantes (Indec, 2010).[29]
- Censo nacional 2022: 1.278.873 habitantes

| Gráfica de evolución demográfica de Misiones entre 1895 y 2022 |
|                                                                |

### Gentilicios
- Provincia de Misiones: misionero/a[31]
- 25 de Mayo: veinticincomayense
- Alba Posse: albaposseño/a
- Almafuerte: almafuertino/a
- Apóstoles: apostoleño/a
- Aristóbulo del Valle: aristobuleño/a
- Azara: azareño/a
- Bernardo de Irigoyen: irigoyense
- Bonpland: bonplandense
- Campo Grande: campograndense
- Campo Ramón: camporramonense
- Campo Viera: campoviereño/a
- Candelaria: candelariense/a
- Capioví: capiovicense
- Caraguataí: caraguatense
- Cerro Azul: cerroazuleño/a
- Cerro Corá: cerrocorense
- Colonia Alberdi: alberdino/a
- Colonia Aurora: aurorense
- Colonia Polana: polanense
- Colonia Victoria: victoriano/a
- Comandante Andresito: andresiteño/a
- Concepción de la Sierra: concepcionero/a
- Corpus: corpuseño/a
- Dos Arroyos: dosarroyense
- Dos de Mayo: dosdemayense
- El Alcázar: alcazareño/a
- El Soberbio: elsoberbino/a
- Eldorado: eldoradense
- Florentino Ameghino: ameghinense
- Garuhapé: garuhapeño/a
- Garupá: garupense
- General Alvear: alvearense
- General Urquiza: urquicense
- Gobernador Roca: roqueño/a
- Guaraní: guaraniense
- Hipólito Yrigoyen: yrigoyense
- Itacaruaré: itacaruarense
- Jardín América: jardinense
- Leandro N. Alem: leandrino
- Loreto: loretense
- Los Helechos: helechense
- Mártires: martirense
- Montecarlo: montecarlense
- Oberá: obereño/a
- Olegario Víctor Andrade: andradense

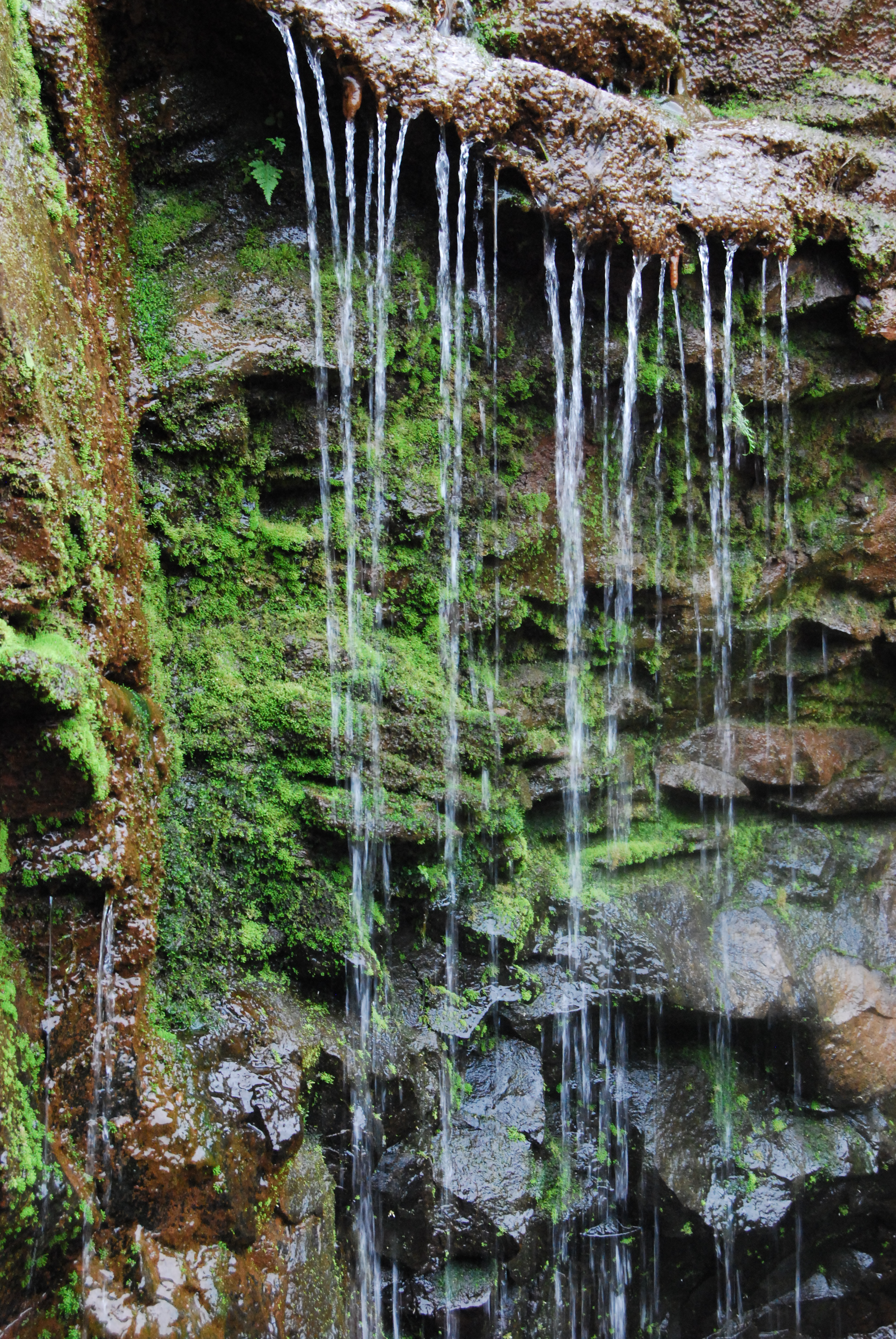
Wanda, capital de las piedras preciosas.

- Panambí: panambiense
- Posadas: posadeño/a
- Puerto Esperanza: esperanceño/a
- Puerto Iguazú: iguazuense
- Puerto Libertad: libertense
- Puerto Piray: pirayense
- Puerto Rico: portorriqueño/aWanda, capital de las piedras preciosas.
- Ruiz de Montoya: montoyense
- San Antonio: sanantoniense
- San Ignacio: sanignaciero/a
- San Javier: sanjavierino/a
- San José: sanjoseño/a
- San Martín: sanmartiniano/a
- San Pedro: sampedrino/a
- San Vicente: sanvicentino/a
- Santa Ana: santanero/a
- Santa Rita: santarriteño/a
- Santo Pipó: santopiposeño/a
- Tobuna: tobunense
- Tres Capones: caponense
- Wanda: wandense

### Embarazo adolescente
En la provincia de Misiones el embarazo es una de problemática que enfrentan los adolescentes y plantea la necesidad de que sea tratada desde un ángulo integral, analizando de qué manera los factores socioeconómicos y la educación en el seno familiar aparecen como causas que la profundizan.
Las imágenes editadas corresponden al tratamiento de datos de % NV de embarazo adolescente en la Argentina y Misiones durante el período 2000-2011 y de % NV de embarazo adolescente en la provincia de Misiones por departamento durante el año 2012, tomando como fuentes de información los datos del Ministerio de Salud Pública de la Nación Argentina y de Salud Pública de la provincia de Misiones.

## Economía

### Sector primario
El sector primario constituye el 11 % de la economía, y buena parte de sus insumos son luego procesados en el sector secundario.
A nivel nacional Misiones se destaca con más del 80 % de la producción de yerba mate y té. Los cultivos de yerba mate, té, tabaco, menta, lemonngrass, citronella, tung, algodón, caña de azúcar, mandioca, maní y soja representan el 93 % de la producción agrícola provincial. También existen producciones de graviola (llamada en la provincia araticú), bananas, mangos, ananá, cocos, papayas, paltas, cacao y café. Hace algunas décadas se producía el 80% de tung de la producción nacional pero actualmente no se cultiva este producto.-
A fin de ir reemplazando el cultivo de tabaco, con demanda internacional en baja continua, se intentó promover la plantación de cítricos y cría de cerdos. también existe una cuenca lechera y producción de queso en la zona del Alto Uruguay.-
A su vez la superficie forestal implantada, es decir existente por silvicultura, representa el 42 % del total nacional; la silvicultura produce principalmente madera de bosques implantados y madera de raleo.
La pesca tiene un aporte marginal a la economía aunque ha crecido el desarrollo de la pesca deportiva de dorados, pacús, surubís, pirá pitás etc.
La minería se concentra en la extracción de piedras para construcción y una mina de piedras semipreciosas en Wanda.

### Sector secundario
La agroindustria y la industria forestal son las principales actividades del sector secundario. Hay secaderos de yerba mate y té; molinos yerbateros, arroceros y maiceros; envasadoras de té; fábricas de fécula de mandioca; fábricas de almidón (a partir de la fécula de mandioca); algunas fábricas textiles y de calzado; elaboración de productos lácteos (pequeña cantidad); elaboración de medicamentos; un ingenio azucarero en San Javier; una desmotadora de algodón en Leandro N. Alem; fábricas de ladrillos; empaque o packing mecánico de frutas y verduras; manufactura de tabaco; fábricas de muebles; aserraderos; laminadoras; fábricas de conglomerados, compensados, machimbre, terciado, postes, vigas, cajones, escarbadientes, palos de escoba y otros subproductos de la madera; impregnación de maderas; serrerías; carpinterías; elaboración de dulces regionales, mermeladas y jaleas; algunos frigoríficos y mataderos; fabricación de autopartes; la vitivinicultura (elaboración de vinos) se desarrolla artesanalmente en Cerro Azul; elaboración de jugos y concentrados (a partir de cítricos); algunas metalúrgicas; pequeñas plantas de destilación y rectificación de aceites esenciales (aromáticos), que se usan para saborizar alimentos y en perfumería (industrias inexistentes en la provincia); elaboración de aceite de aleurite o tung, utilizado para fabricar pinturas (no se fabrican aquí); destilación de otros aceites; algunas fábricas de pastas; fábricas de embutidos; carbonerías; algunas pequeñas industrias dedicadas al cuero y fábricas de pasta celulósica y de papel.

#### Industria pastera de celulosa para papel

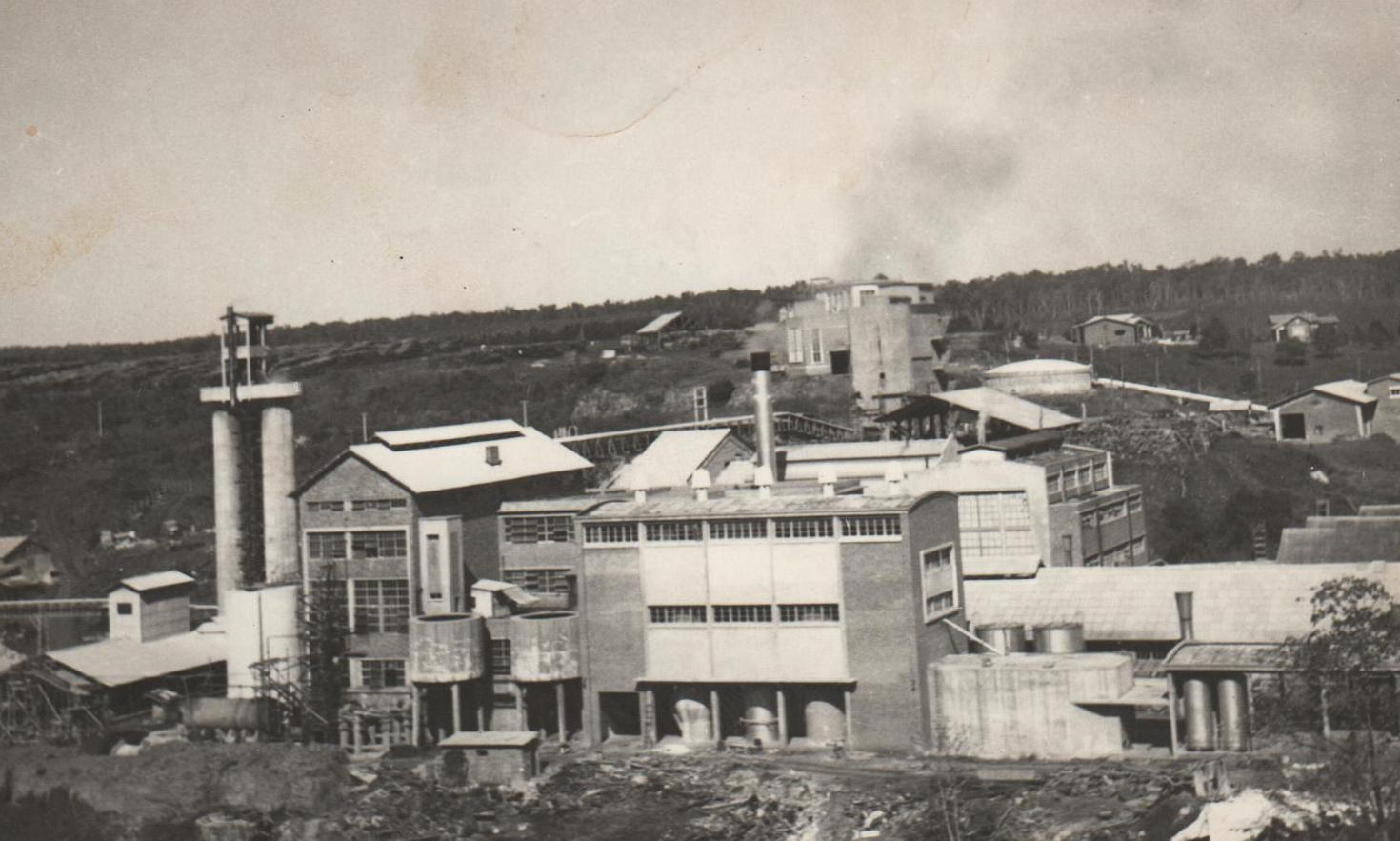
La pastera Celulosa Argentina SA, en Puerto Piraí.

1. Alto Paraná (Puerto Esperanza, Misiones). Cuestionada por ambientalistas y vecinos por contaminación de agua, aire y destrucción de bosques nativos. La empresa afirma cumplir el estándar internacional. Tecnología: ECF.
2. Celulosa Puerto Piray (Puerto Piray, Misiones). Cuestionada por vecinos por falta de tratamiento de efluentes. Tecnología: utiliza cloro elemental. Autoridades nacionales estarían evaluando su cierre debido al alto grado de contaminación.
3. Papel Misionero (Capioví (Misiones) Cuestionada por ambientalistas por falta de tratamiento de efluentes. Tecnología: TCF.

El indicador de efectos contaminadores es la tecnología de blanqueo: mediante cloro elemental (rechazada por normas internacionales), libre de cloro elemental (ECF) o totalmente libre de cloro (TCF).

## Acuerdos de cooperación internacional
La provincia de Misiones ha firmado vínculos de cooperación perdurables, en carácter de acuerdos de cooperación internacional, con las siguientes provincias:
- Pirineos Atlánticos, Francia (noviembre de 2011)[36]

## Turismo
Esta actividad ha crecido enormemente a partir del año 2000 y se ha transformado en un importante sector de la economía provincial.
La provincia suele ser dividida en 8 subregiones:
- Región de las Aguas Grandes
- Región de la Selva
- Región de las Flores
- Región de las Sierras Centrales
- Región del Mate y la Tierra Colorada
- Región de las Misiones
- Región Capital
- Región de los Saltos y Cascadas

#### Las Cataratas del Iguazú
Son la principal atracción turística de la provincia. En el año 2005 la provincia recibió aproximadamente 1.300.000 visitantes de los cuales 1.000.000 aprox. fueron a las Cataratas ―la gran mayoría de los extranjeros van allí―. El otro gran polo de atracción turística ―aunque mucho menor que las cataratas― son las Reducciones Jesuíticas, en especial la de San Ignacio, que recibió unos 150.000 visitantes en 2005 y es la mejor conservada. Posadas, aunque recibe una buena cantidad de turistas, es una ciudad de paso en el camino hacia los principales destinos turísticos. En el resto de la provincia hay otros lugares turísticos, como el Salto Encantado en Aristóbulo del Valle, los Saltos del Moconá, a 80 km de El Soberbio, la Gruta India, en Garuhapé y los Saltos del Tabaí en las cercanías de Jardín América. Las ciudades de Oberá, Concepción de la Sierra, Montecarlo y Eldorado poseen algunos atractivos, entre ellos el Salto Berrondo (Oberá), los Saltos Küppers y Elena (ambos en Eldorado), la Isla Caraguataí (Montecarlo). Además, en el resto de la provincia existe un sinfín de atractivos turísticos.

#### El Camino del Té
El Camino del Té (o Ruta del Té) es un evento especial que se realiza la segunda quincena de noviembre en la provincia de Misiones, a lo largo de la Ruta Nacional 14, entre las localidades de Cerro Azul, Leandro N. Alem, Oberá y Campo Viera. Es una propuesta Gourmet surgida del Club del Té  en la Argentina .

#### Ruta de la Yerba Mate
Otro atractivo es la Ruta de la Yerba Mate que une los principales atractivos del noreste de la provincia de Corrientes y la provincia de Misiones en los territorios que antiguamente ocupaban las Misiones Jesuíticas. Territorio donde se inició el cultivo controlado de la Yerba Mate.

### Canto Oficial de la Provincia de Misiones: "Misionerita"
Bajo un hermoso y dulce cielo guaraní,

reluce eterna la aurora feliz,

en la esmeralda de tu selva como el mar,

hay cien caminos de mágico rubí.

Bajan las aguas del gran Río elemental,

sobre tu flanco, maduro al sol,

carne vibrante el corazón de la espesura

es un misterio impenetrable,

en la noche azul.

Estribillo (en tono Mayor)

Misionerita,

un corazón canta

endecha tierna de rendido amor,

en el homenaje a tu heroica tierra

dejo el acento de mi corazón;

tiembla en el pecho

de tu voz el canto,

con voz de guitarra, la dulce ilusión,

es hechizo que regalas a los vientos

que te arrullan con ternura,

en tu esplendor.

## Medios de comunicación

### Televisión

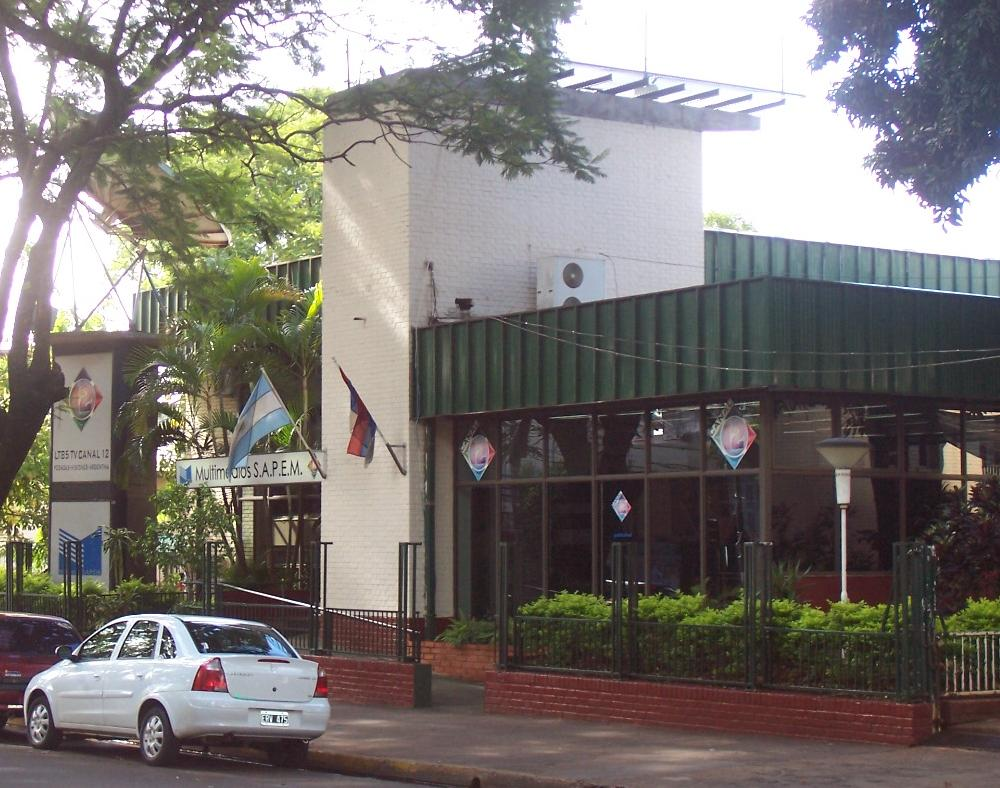
Estudios centrales de LT85 TV Canal 12, en la ciudad de Posadas.

Misiones posee un canal de aire estatal, Canal 12 (fundado en 1972), que con su planta transmisora en Posadas y las repetidoras en las ciudades de San Javier, Alba Posse, El Soberbio, Dos de Mayo, Eldorado, Irigoyen, San Antonio, Puerto Iguazú y Andresito; tiene un alcance que cubre la provincia y zona fronteriza de Brasil y Paraguay.
La ciudad de Posadas cuenta además de otros tres canales privados de aire: Canal 2, Misiones Cuatro y Canal 6, con alcance limitado a los alrededores de la ciudad. De todos los canales de aire, el de mayor audiencia es el canal privado Misiones Cuatro, que es transmitido por el canal 8 en señal de Aire y 11 en el servicio de cable de Posadas. También existe el Canal 27 "Televisión de Misiones" (TVM) que se extiende a toda la zona sur de la provincia.

### Radios
La radio más antigua es LT17 Radio Provincia de Misiones (estatal), que transmite en 620 kHz en AM, con planta transmisora en Posadas y repetidoras en Dos de Mayo y Bernardo de Irigoyen. La Universidad Nacional de Misiones administra la emisora FM Universidad LRH301 que tuvo su primera transmisión en junio de 1992 y se emite en FM a través de la señal 98.7 kHz.
Radios de Misiones

### Periódicos
El primer periódico de la provincia salió un 24 de noviembre de 1924 y se llamaba Oredownik (el procurador, en polaco), publicado primero en la localidad de Azara y luego en Posadas; fundado por el sacerdote Marianski y continuado por Juan Czajkowski hasta su desaparición en 1950. Un año después, el 2 de junio de 1925, sale a la venta el primer número de El Territorio, fundado por Olmedo Sesostris.
En la actualidad los diarios de mayor circulación son en primer lugar Primera Edición seguido por El Territorio, ambos editados en la ciudad de Posadas y con alcance a toda la provincia de Misiones y el nordeste correntino, así como las localidades de Encarnación (Paraguay), Foz do Iguaçú (Brasil) y Ciudad del Este (Paraguay). Otros periódicos son Pregón Misionero (Oberá), Misiones OnLine (versión impresa de la página web), Seis Páginas y La Calle (ambos de Posadas).

### Periódicos digitales
Los principales diarios digitales con sede en la provincia son: 
Territorio Digital,
Primera Edición Web,
Canal 6 Digital,
Misiones Cuatro,
Misiones OnLine,
Línea Capital, e
Iguazú Noticias.

### Canales en línea
El Centro de Capacitación y Gestión Judicial de Misiones posee desde el año 2011 un canal en línea denominado Justicia de Todos. En el mismo se emiten congresos, conferencias, charlas, cursos, en vivo y en diferido. El canal además produce micros de información al ciudadano, enmarcados en el Proyecto de Extensión hacia la Comunidad donde Funcionarios del Poder Judicial e incluso de otras instituciones le acercan sus derechos al ciudadano en un lenguaje sencillo a la vez que didáctico.

## Cultura

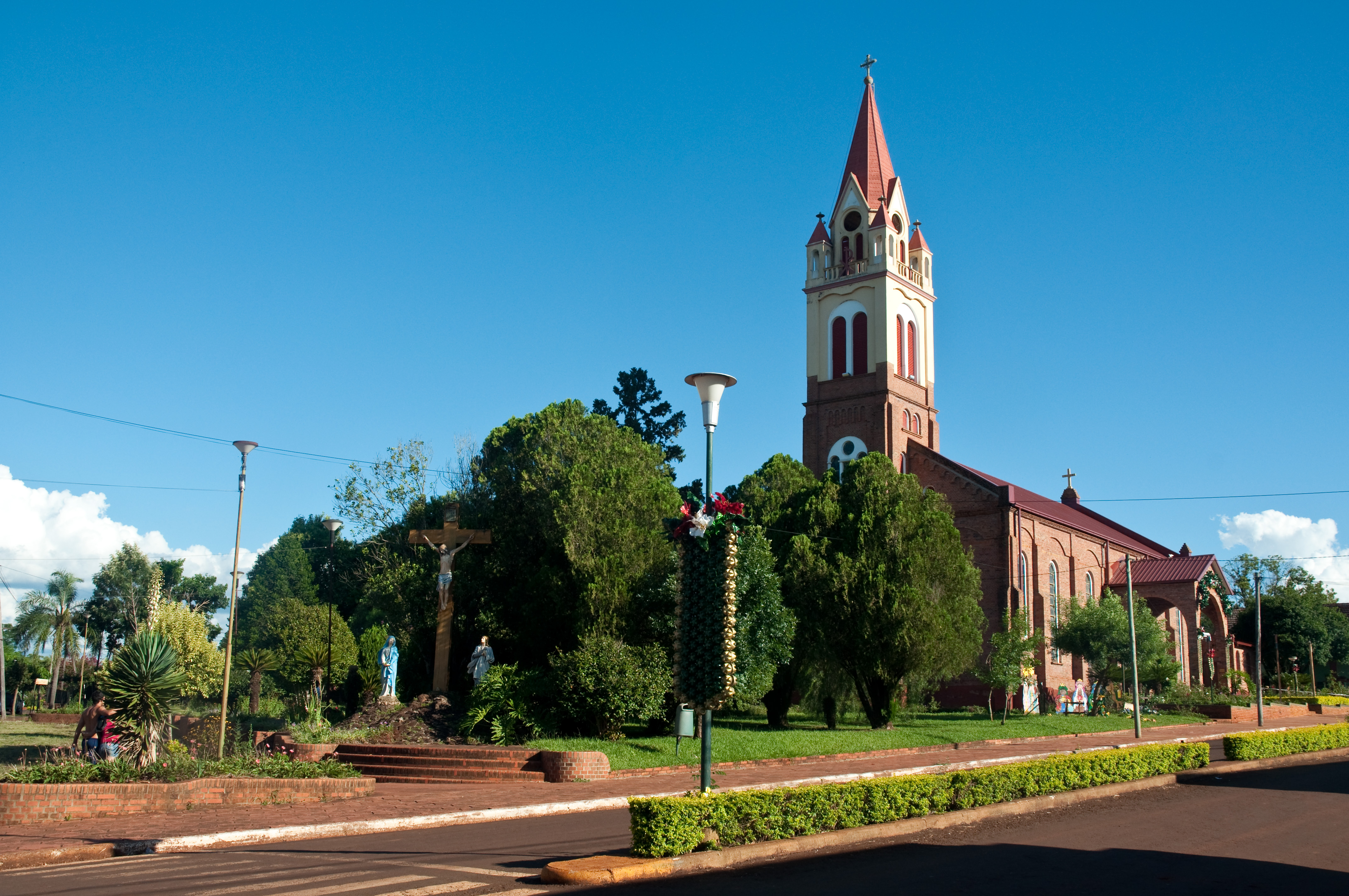
La Iglesia San Luis Gonzaga en Capioví, Misiones.

Misiones posee una canción oficial que la representa, Misionerita. Con letra y música de Lucas Braulio Areco, sus estrofas destacan bellezas como su paisaje.
Entre los clubes de fútbol más destacados de Misiones se encuentran Guaraní Antonio Franco, Bartolomé Mitre y Crucero del Norte, que han disputado la Primera División de Argentina.
La provincia cuenta con dos autódromos de nivel nacional, Posadas y Oberá, donde han competido del Turismo Carretera, TC 2000, Top Race y Turismo Nacional. De allí surgió Carlos Okulovich, piloto campeón del Turismo Nacional.

## Hermanamientos
Krai de Stávropol, Rusia (2000)
 Óblast de Ternópol, Ucrania (1995)
 Río Grande do Sul, Brasil (1992)